# Sarah T. Stewart
Sarah T. Stewart-Mukhopadhyay é uma cientista planetária norte-americana, conhecida por estudar a formação planetária, astrogeologia e ciência dos materiais. Ela é professora na Universidade da Califórnia em Davis no Departamento de Ciências da Terra e Planetária. Ela foi professora da Universidade Harvard no Departamento de Ciências da Terra e Planetária de 2003 até 2014.
Dra. Stewart foi nomeada como uma dos "Billiant 10" pela Popular Science em 2010, uma das "Estrelas Ascendentes da Astronomia" pela Astronomy em 2013 e umaa das "Top 100 Science Stories of 2015" na Discover. Ela recebeu um prêmio da American Astronomical Society por suas conquistas incríveis como uma jovem cientista e ganhou uma bolsa MacArthur "Genius" em 2018.

## Educação
Sarah T. Stewart recebeu sua licenciatura em astrofísica e física em Harvard no ano de 1995. Ela completou seu PhD no Instituto de Tecnologia da Califórnia em 2002.

## Carreira e pesquisa
Stewart é diretora do Laboratório de Compressão por Choque. Na Caltech, ela foi a primeira a estudar a propagação do choque no gelo em condições parecidas encontradas no nosso Sistema Solar. Seu grupo de pesquisa é interessado na formação planetária, particularmente com gigantes impactos e crateras.
Ela ganhou o prêmio Urey em 2009. Seu trabalho no derretimento de gelo induzido por choque ajudou a mostrar que a água líquida é o fluido mais erosivo atualmente em atividade na superfície de Marte.
Uma das ferramentas do Laboratório de Compressão por Choque é um canhão de 40 mm. O laboratório é localizado na UC, Davis desde 2016. Seu grupo também realiza experimentos na Máquina Z, localizada no SNL para estudar a vaporização induzida por choque.
Sarah T. Stewart propôs uma versão da hipótese do grande impacto na qual uma Terra achatada teve um dia de 2,3 horas desacelerado, permitindo que ela ficasse esférica, por um impacto com o planeta Theia.
Em 2018, Simon J. Lock, Sarah T. Stweart e etc hipotetizaram um novo tipo de objeto astronômico - uma sinestia - e propuseram um novo modelo de como a Terra e a Lua foram formadas.

## Prêmios e honrarias
- Em 2018, ela recebeu a Bolsa MacArthur por "avançar novas teorias de como colisões celestes deram a luz para planetas e seus satélites, tais como a Terra e a Lua".[18]

- Em 2009 ela recebeu o Prêmio Harold C. Urey da American Astronomical Society, da Division for Planetary Sciences.[6]

- Em 2003, ela recebeu o Prêmio Presidential Early Career para Cientistas e Engenheiros.

- Em 2002, ela começou o  Grove Karl Gilbert Postdoctoral Fellowship no Carnegie Institution em Washington.

- Em 2001, ela recebeu o Prêmio Stephen E. Dwornik Planetary Geoscience Student Paper, Geological Society of America.[19]

## Vida pessoal
Stewart nasceu em Taiwan, onde seu pai estava estacionado pela Força Aérea. Seu marido, Sujoy Mukhopadhyay, também é professor e cientista planetário na UC Davis.